# Escrófula
La escrófula, también conocida como linfadenitis cervical por micobacterias e históricamente como "el mal del rey", es un proceso infeccioso que afecta a los ganglios linfáticos, sobre todo los del cuello. Está causado por Mycobacterium tuberculosis, agente causante de la tuberculosis, aunque en niños también puede deberse a micobacterias atípicas, entre ellas Mycobacterium scrofulaceum y Mycobacterium avium.

## Agente causal
El 95% de los casos en adultos está causado por Mycobacterium tuberculosis y el 5% restante por micobacterias atípicas, en los niños sin embargo la tendencia se invierte y el 92% de los casos se debe a micobacterias atípicas, incluyendo Mycobacterium bovis. 

## Fisiopatología
La infección tuberculosa se contrae generalmente por contacto con pacientes propagadores del Mycobacterium, a través de las vías aéreas. Desde el pulmón el germen puede diseminarse por vía linfática al resto del organismo, y cuando coloniza los ganglios cervicales provoca unas úlceras características («escrófulas») que pueden drenar material purulento.

## Cuadro clínico
Los síntomas son inflamación no dolorosa de los ganglios del cuello, en ocasiones fiebre, y en algunos casos, la ulceración y drenaje de los ganglios.

## Diagnóstico
El diagnóstico se sospecha por los síntomas y se confirma mediante cultivo del material purulento en medio de Löwenstein-Jensen e histología de una muestra de tejido.

## Tratamiento
El tratamiento consiste en la eliminación de la infección mediante el uso de antibióticos específicos: rifampicina, isoniacida, etambutol y pirazinamida si se tratase de una tuberculosis sensible (no TB-MDR).
Según una tradición legendaria,  los reyes de Francia,  por intervención divina gracias a la consagración real,  eran capaces de curar esta dolencia imponiendo las manos y diciendo la fórmula le roi te touche,  Dieu te guérit ("el rey te toca, Dios te cura").